# アカハシクイナ
アカハシクイナ(赤嘴水鶏、学名：Rallus caerulescens) は、ツル目クイナ科に分類される鳥類の一種である。

## 分布
エチオピア南部、ケニア、タンザニア、ザイールから南アフリカまでで、乾燥地帯以外の地域に分布する。

## 形態
頭頂部は黒く、後頸から背中、翼、尾にかけては赤みがかった暗い褐色である。顔から前頸、胸びかけては青みがかった灰色で、腹部は黒地に白い斑が入っている。下尾筒は白色である。嘴は和名のとおり鮮やかな赤色で、虹彩は赤色か赤褐色、脚は黒色が混じった赤色である。

## 生態
アシ原や湿地、河川の周囲に生息する。
昆虫類、両生類、甲殻類や小型の魚類を捕食するほか、植物の種子や地下茎も食べる。
水辺の水草の中に営巣し、1腹2-6個の卵を産む。抱卵は雌雄で行い、抱卵期間は約20日である。